# لنتیگو مالیگنا
لنتیگو مالیگنا (انگلیسی: Lentigo maligna) نوعی بیماری پوستی است که در آن سلول‌های ملانوسیت بدخیم شده و به‌طور مداوم در امتداد لایه پایه‌ای زیرین پوست رشد می‌کنند، اما هنوز به زیر اپیدرم حمله نکرده‌اند. همان‌طور که در زیر توضیح داده شده است، لنتیگو مالیگنا با ملانوم لنتیگو مالیگنا یکسان نیست. معمولاً بسیار آهسته پیشرفت می‌کند و می‌تواند سال‌ها به شکل غیر تهاجمی باقی بماند.
لنتیگو مالیگنا به‌طور معمول در افراد مسن (بیشترین میزان بروز در دهه نهم زندگی)، در نواحی پوستی که بیشترین مواجهه را با نور خورشید دارند (مانند صورت و ساعد) یافت می‌شود. احتمال تبدیل این بیماری به ملانوم لنتیگو مالیگنا کم است و تنها در حدود ۲٫۲٪ تا ۵٪ در بیماران مسن رخ می‌دهد.
نام دیگر این بیماری پوستی «کک‌ومک ملانوتیک هاچینسون» یا به اختصار «کک‌ومک هاچینسون» است که به افتخار جاناتان هاچینسون نامگذاری شده است. واژهٔ لنتیگو از زبان لاتین به معنای کک‌ومک گرفته شده است.

## ارتباط با ملانوما
لنتیگو مالیگنا یک نوع خاص بافتی ملانوما درجا است. لنتیگو مالیگنا گاهی به عنوان یک ملانومای بسیار زودرس طبقه‌بندی می‌شود و گاهی به عنوان پیش‌ساز ملانوما.
هنگامی که ملانوسیت‌های بدخیملنتیگو مالیگنا به زیر اپیدرم حمله می‌کنند، به این بیماری ملانوم لنتیگو مالیگنا می‌گویند.

## علائم و نشانه‌ها
مشخصه این بیماری در آغاز لکه‌های آبی/سیاه‌پوست است. پوست هم نازک است و حدود ۴–۵ لایه سلولی ضخامت دارد، که البته اغلب به پیری مربوط می‌شود. ویژگی‌های بافت‌شناسی شامل آتروفی اپیدرم و افزایش تعداد ملانوسیت‌ها است.

## تشخیص
نخستین معضل در تشخیص لنتیگو مالیگنا، «شناسایی» صحیح آن است. از آنجایی که لنتیگو مالیگنا اغلب بر روی پوست شدیداً آسیب‌دیده از آفتاب دیده می‌شود، اغلب در میان ضایعات رنگدانه‌ای متعدد - کراتوزهای سبورئیک نازک، لنتیگوی پیری و لنتیگوهای دیگر دیده می‌شود. تشخیص این ضایعات تنها با چشم غیرمسلح و گاهی حتی با درماتوسکوپی دشوار است. از آنجایی که ضایعهٔ لنتیگو مالیگنا غالباً بسیار بزرگ است، اغلب با سایر تومورهای پوستی مانند لنتیگوها، خال‌های ملانوسیتیک و کراتوز سبورئیک ادغام شده یا آنها را در بر می‌گیرد.
معضل دوم تکنیک و روش نمونه‌برداری از ضایعه است. اگرچه بافت‌برداری با جراحی (حذف کل ضایعه) کمالِ مطلوب است و توسط آسیب‌شناسان توصیهمی شود، اما دلایل عملی حکم می‌کند که این کار نباید انجام شود. این تومورها اغلب بزرگ هستند و در ناحیه صورت ظاهر می‌شوند. اگر هویت ضایعه نامشخص باشد و پزشک هنوز مطمُن نیست به چه چیزی طرف است، برداشتن چنین تومور بزرگی مطلقاً منع انجام (کنترااندیکاسیون) دارد. روش ارجح تشخیص با استفاده از بیوپسی لایه‌ای عمقی (punch biopsy) است که به پزشک اجازه می‌دهد چندین قطعه ضخامت کامل از تومور را در چندین مکان نمونه‌برداری کند.

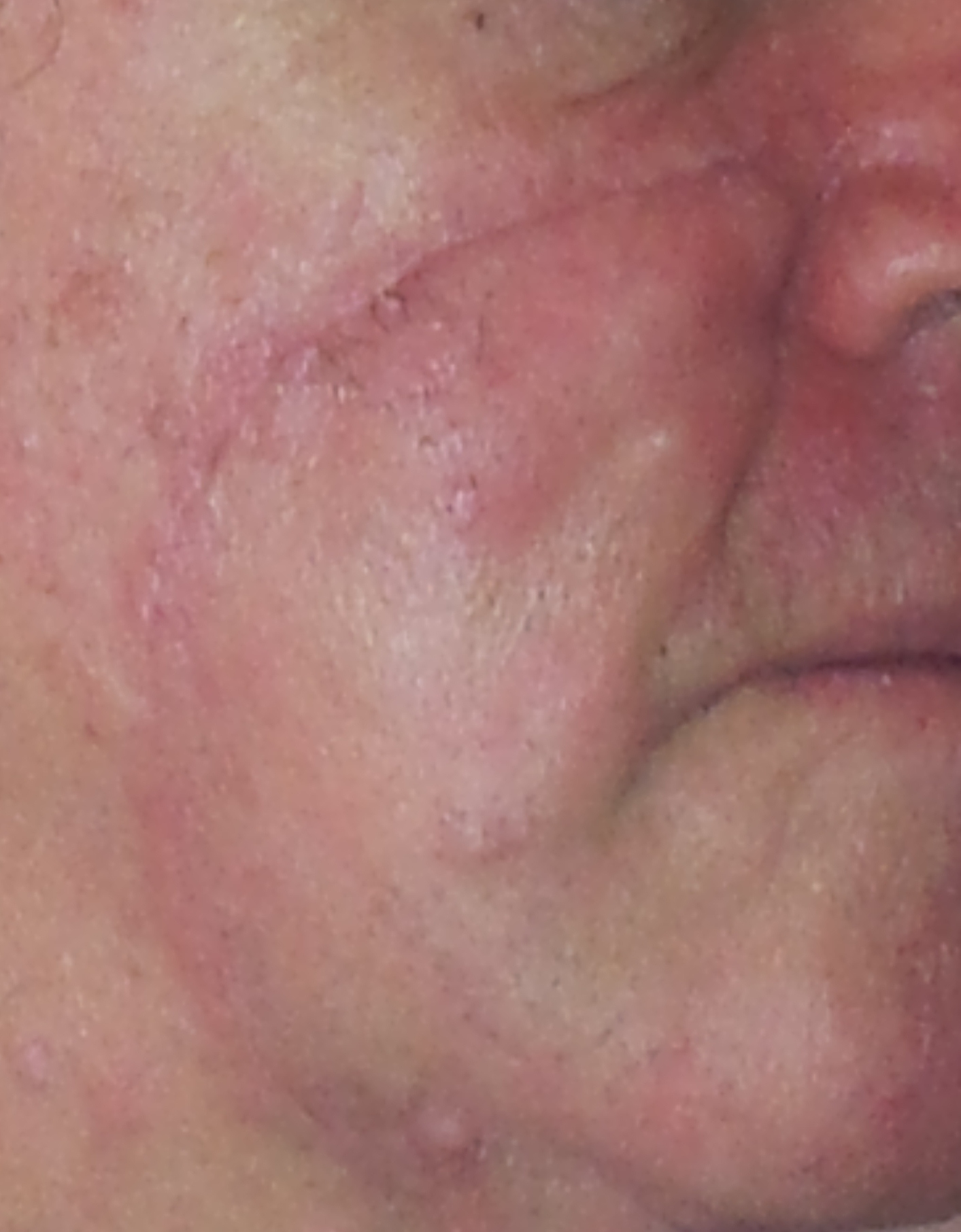
۱۳ روز پس از برداشتن لکه رنگی حدود ۱۰ میلی‌متر مربعی با حاشیه‌های ۵ میلی‌متر از ۱ سانتی‌متر در سمت راست قاعده بینی. طول برش لازم برای پوشاندن فلپ پوست محل برش مشخص است. اِسکار زخم باید تا ۶ ماه دیگر در صورت محافظت در برابر آفتاب روشن‌تر و محوتر شود.

## درمان
بهترین درمان برای لنتیگو مالیگنا هنوز مشخص نیست زیرا به خوبی مورد بررسی و پژوهش قرار نگرفته است.
برداشتن کامل استاندارد هنوز توسط اکثر جراحان انجام می‌شود. اما متأسفانه میزان عود آن زیاد است (تا ۵۰ درصد). این به دلیل حاشیه‌های جراحی نامشخص و غیرقابل مشاهده و فرارگیری ضایعات در صورت است (اغلب جراح را مجبور می‌کند از حاشیه جراحی باریکی استفاده کند). استفاده از درماتوسکوپی می‌تواند به‌طور قابل توجهی توانایی جراح را در شناسایی حاشیه جراحی بهبود بخشد. حاشیه باریک جراحی استفاده شده (کوچکتر از استاندارد درمانی ۵ میلی‌متر)، همراه با محدودیت تکنیک bread loafing در بافت‌شناسی ثابت بافت - منجر به نرخ بالای خطای «منفی کاذب» و عودهای مکرر می‌شود. برای حذف خطاهای منفی کاذب، کنترل حاشیه (حاشیه‌های محیطی) ضروری است. اگر از روش bread loafing استفاده می‌شود، فاصله از تکه‌ها باید به ۰٫۱ میلی‌متر نزدیک شود تا اطمینان حاصل شود که روش جراحی به کنترل کامل حاشیه تومور نزدیک می‌شود.
جراحی موهس با درصد موفقیت و بهبود ۷۷ درصد گزارش شده است. به نظر می‌رسد مطالعات در مورد سطح اثر بخشی و اطمینان مرتبط با استفاده از داروی ایمی‌کیمود ناسازگار و دچار تعارض با هم هستند. درمان دیگر در مواردی که نمی‌توان حاشیه‌های استاندارد را رعایت کرد یا مسائل زیبایی‌شناختی (مثلا در چهره فرد) مطرح است، تابش اشعه ایکس/گرنز فوق‌ملایم است.